# Гогодзе, Карло Иосифович
Ка́рло Ио́сифович Гого́дзе (груз. კარლო იოსების ძე გოგოძე; 8 мая 1909 — 3 января 1977) — грузинский сценарист, киновед и педагог. Заслуженный деятель искусств Грузинской ССР (1966).

## Биография
В 1930 году окончил актёрскую школу при Госкинопроме Грузинской ССР, а в 1935 году — ГИК (ныне ВГИК). Писал сценарии, был редактором на киностудии Грузия-фильм. В 1938—1954 годах занимался преподавательской деятельностью в актёрской школе при киностудии и в Театральном институте имени Руставели. Член КПСС с 1944 года.

## Фильмография

### Сценарист
- 1939 — Запоздалый жених
- 1941 — Каджана
- 1955 — Лурджа Магданы
- 1958 — Маяковский начинался так…
- 1960 — Тигр и осёл (м/ф)
- 1970 — Ослик Лурджа (м/ф)

### Редактор
- 1963 — Герой на час (м/ф)
- 1963 — Юбилей (м/ф)
- 1964 — Лежебока (м/ф)
- 1965 — Как построили дом (м/ф)
- 1965 — Отважный Важа (м/ф)
- 1966 — Любовь и кибернетика (м/ф)
- 1968 — Лотерейный билет (м/ф)

## Награды
- 1966 — Заслуженный деятель искусств Грузинской ССР
- награждён рядом медалей.

## Сочинения
- Очерки по истории грузинской кинематографии. — Тбилиси, 1950.  (груз.)
- Василий Амашукели. — Тбилиси, 1954.  (груз.)
- И. Н. Перестиани. — Тбилиси, 1957.  (груз.)
- Международные успехи советских кинофильмов. — Тбилиси, 1963.  (груз.)
- Грузинское кино. — Тбилиси, 1959.